# Enneapterygius
Enneapterygius är ett släkte av fiskar. Enneapterygius ingår i familjen Tripterygiidae.

## Dottertaxa tillEnneapterygius, i alfabetisk ordning[1]
- Enneapterygius abeli
- Enneapterygius atriceps
- Enneapterygius atrogulare
- Enneapterygius bahasa
- Enneapterygius cheni
- Enneapterygius clarkae
- Enneapterygius clea
- Enneapterygius destai
- Enneapterygius elaine
- Enneapterygius elegans
- Enneapterygius erythrosomus
- Enneapterygius etheostomus
- Enneapterygius fasciatus
- Enneapterygius flavoccipitis
- Enneapterygius fuscoventer
- Enneapterygius genamaculatus
- Enneapterygius gracilis
- Enneapterygius gruschkai
- Enneapterygius hemimelas
- Enneapterygius hollemani
- Enneapterygius howensis
- Enneapterygius hsiojenae
- Enneapterygius kermadecensis
- Enneapterygius kosiensis
- Enneapterygius larsonae
- Enneapterygius leucopunctatus
- Enneapterygius melanospilus
- Enneapterygius minutus
- Enneapterygius mirabilis
- Enneapterygius miyakensis
- Enneapterygius namarrgon
- Enneapterygius nanus
- Enneapterygius niger
- Enneapterygius nigricauda
- Enneapterygius obscurus
- Enneapterygius ornatus
- Enneapterygius pallidoserialis
- Enneapterygius paucifasciatus
- Enneapterygius philippinus
- Enneapterygius pusillus
- Enneapterygius pyramis
- Enneapterygius randalli
- Enneapterygius rhabdotus
- Enneapterygius rhothion
- Enneapterygius rubicauda
- Enneapterygius rufopileus
- Enneapterygius senoui
- Enneapterygius shaoi
- Enneapterygius sheni
- Enneapterygius signicauda
- Enneapterygius similis
- Enneapterygius triserialis
- Enneapterygius trisignatus
- Enneapterygius tutuilae
- Enneapterygius unimaculatus
- Enneapterygius ventermaculus
- Enneapterygius vexillarius
- Enneapterygius williamsi
- Enneapterygius ziegleri